# Govindasvāmi
Govindasvāmi (o Govindasvāmin ) (c. 800 - c. 860) fue un astrónomo y matemático indio, autor del Bhasya, un comentario sobre el Mahābhāskarīya de Bhāskara I, escrito alrededor del año 830. El comentario contiene muchos ejemplos que ilustran el uso de un sistema de valor posicional sánscrito y la construcción de una tabla de senos.

## Semblanza
Su trabajo, el "Govindakriti", fue una secuela del Āryabhaṭīya y está perdido. Sus obras han sido citadas extensamente por Sankaranarayana (869 d. C.) y Udayadivakara (1073 d. C.) y por Nilakantha Somayaji. Sankaranarayana dirigió el observatorio fundado en Mahodayapuram, la capital del reino de Chera y se cree que fue alumno de Govinda Swami. En su libro, Sankaranarayana da explicaciones a las perspicaces preguntas del rey Revivarma, entonces gobernante de Mahodayapuram y de estas referencias se conoce el período de Sankaranarayana.
También se cree que el Nauka, un bhashya de brihat jathaka de Varahamihira, está escrito por Govindasvāmi. Algunos eruditos han sugerido que el famoso Dasadhayi es la forma abreviada del Nauka.